# Бернулли (лунный кратер)
Кратер Бернулли (лат. Bernoulli) — ударный кратер в северо-восточной части видимой стороны Луны. Название дано в честь братьев Бернулли: Якоба Бернулли (1654—1705) — швейцарского математика и Иоганна Бернулли (1667—1748) — швейцарского математика и механика; утверждено Международным астрономическим союзом в 1985 г. Образование кратера относится к позднеимбрийскому периоду.

## Описание кратера

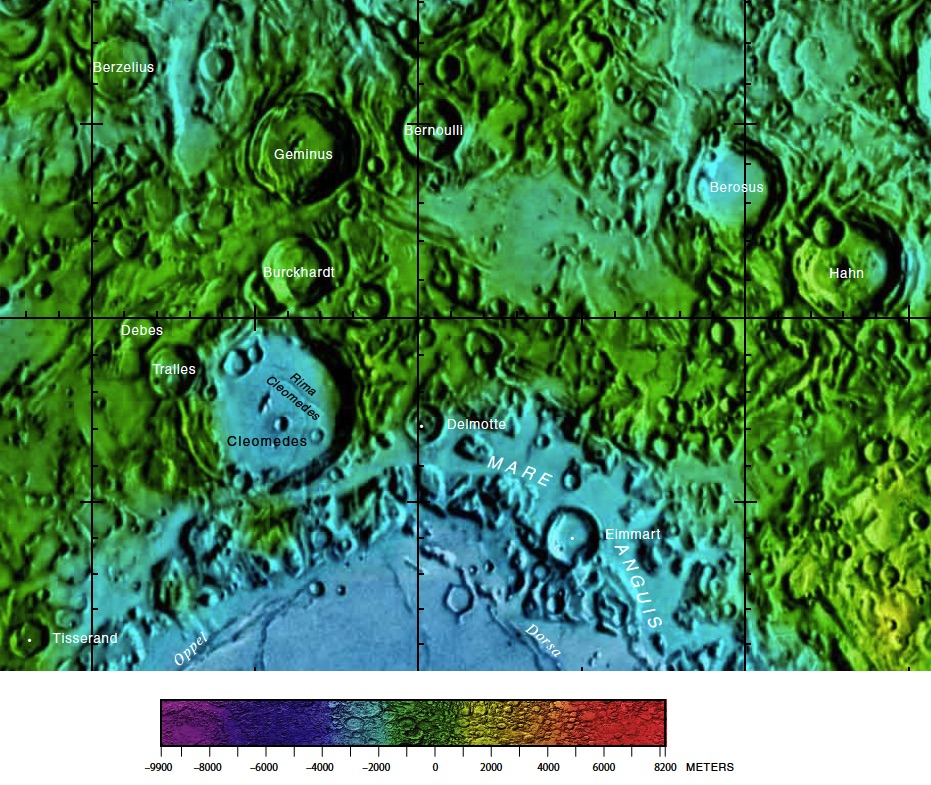
Окрестности кратера Бернулли. Фрагмент карты видимой стороны Луны.

Ближайшими соседями кратера являются кратер Мессала на севере; кратер Берос на востоке; кратер Гемин на западе. Селенографические координаты центра кратера — 34°56′ с. ш. 60°37′ в. д. / 34,93° с. ш. 60,61° в. д., диаметр 47,3 км, глубина — 4,08 км.

Кратер имеет значительную глубину. Вал кратера имеет полигональную форму, в южной части вала располагается понижение местности треугольной формы. Максимальная высота вала над окружающей местностью составляет 1100 м, объем кратера приблизительно 1700 км³. Восточная часть внутреннего склона имеет террасовидную структуру. В чаше кратера находится центральный пик высотой 1180 м.

## Сателлитные кратеры

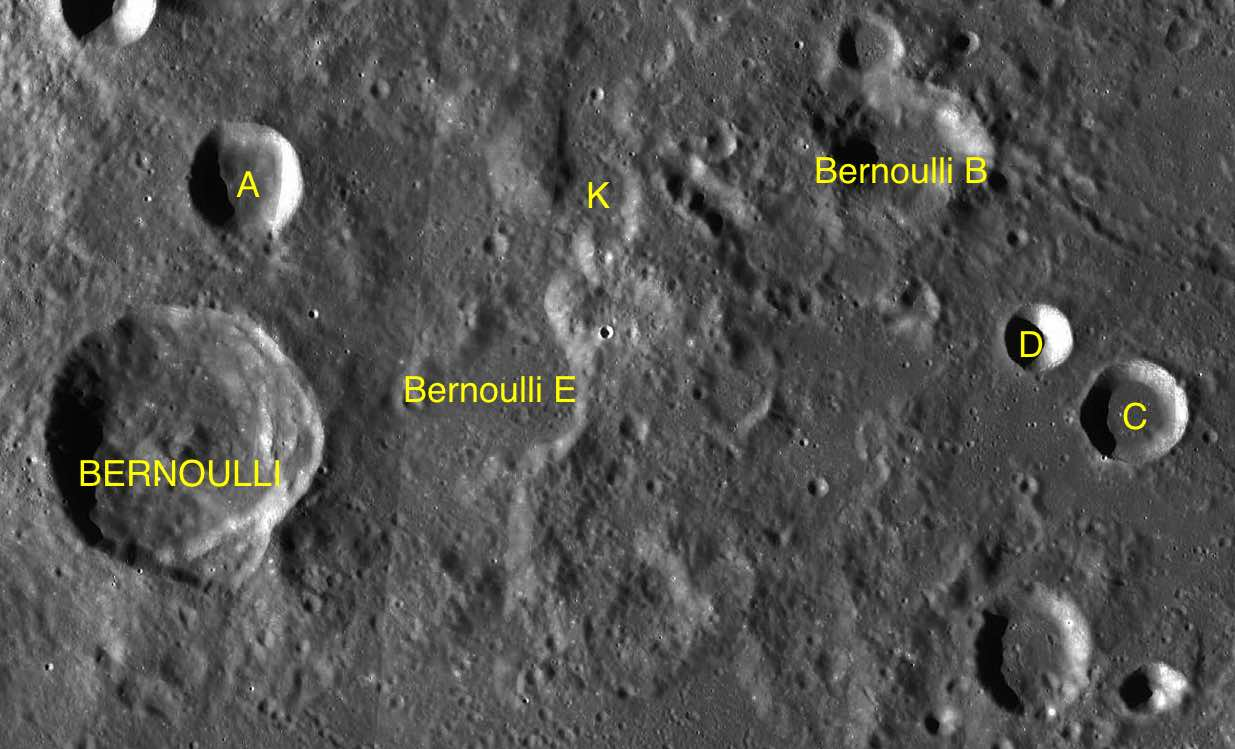
Фрагмент карты LAC-28.

| Бернулли | Координаты                                            | Диаметр, км |
| -------- | ----------------------------------------------------- | ----------- |
| A        | 36°25′ с. ш. 60°53′ в. д. / 36,41° с. ш. 60,88° в. д. | 20,2        |
| B        | 36°50′ с. ш. 65°31′ в. д. / 36,84° с. ш. 65,51° в. д. | 24,0        |
| C        | 35°23′ с. ш. 67°11′ в. д. / 35,38° с. ш. 67,19° в. д. | 18,0        |
| D        | 35°47′ с. ш. 66°30′ в. д. / 35,79° с. ш. 66,50° в. д. | 11,9        |
| E        | 35°19′ с. ш. 62°52′ в. д. / 35,32° с. ш. 62,86° в. д. | 26,8        |
| K        | 36°32′ с. ш. 63°24′ в. д. / 36,54° с. ш. 63,40° в. д. | 17,7        |